# Alphen (Gelderland)
Alphen (ook: Alphen aan de Maas) is een dorp met 1.705 inwoners in het zuidwesten van de gemeente West Maas en Waal in de Nederlandse provincie Gelderland.
Alphen was vanouds een zelfstandige bestuurlijke eenheid, die in de Franse tijd (1810) werd omgezet in een zelfstandige gemeente. De gemeente Alphen werd op 1 januari 1818 opgeheven en bij Appeltern gevoegd. In de zelfstandige periode (1810 t/m 1817) is er één burgemeester geweest in Alphen, namelijk Johannes Cornelis Steenbruggen.
Een van de bezienswaardigheden is de deels zeer oude kerk van Alphen, de Sint-Lambertuskerk. Met name de fundamenten en de crypte zijn oud. Het kerkgebouw werd in 1930 opnieuw in oude stijl gerestaureerd en deels nieuw opgezet maar met behoud van de nog bestaande delen van de op die plek staande oudere delen. Het betreft hier de laatgotische koorsluiting en de noordelijke zijbeuk uit de middeleeuwen met latere delen uit de barok. Onder het schip zijn de overblijfselen van een preromaanse basiliek met crypte zichtbaar gemaakt die mogelijk uit de tiende eeuw stamt. De westgevel van die basiliek is onderdeel van de later gebouwde toren.
Even buiten het dorp staat de standerdmolen Tot Voordeel en Genoegen.
Alphen is door een veerdienst verbonden met het Brabantse Lith en ook met het Brabantse Oijen. In de omgeving vindt veel landbouw en fruitteelt plaats.

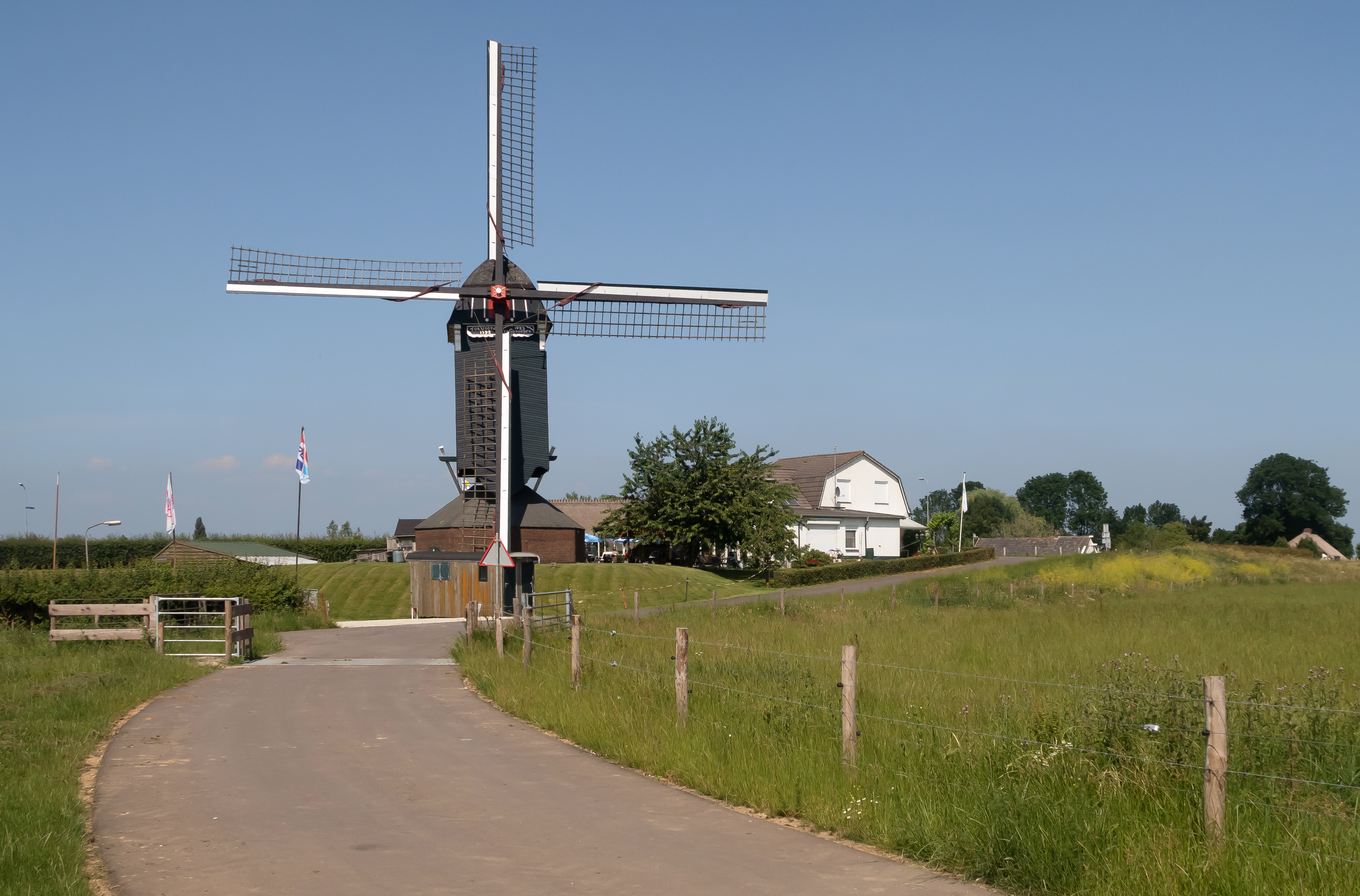
Windmolen Tot Voordeel en Genoegen

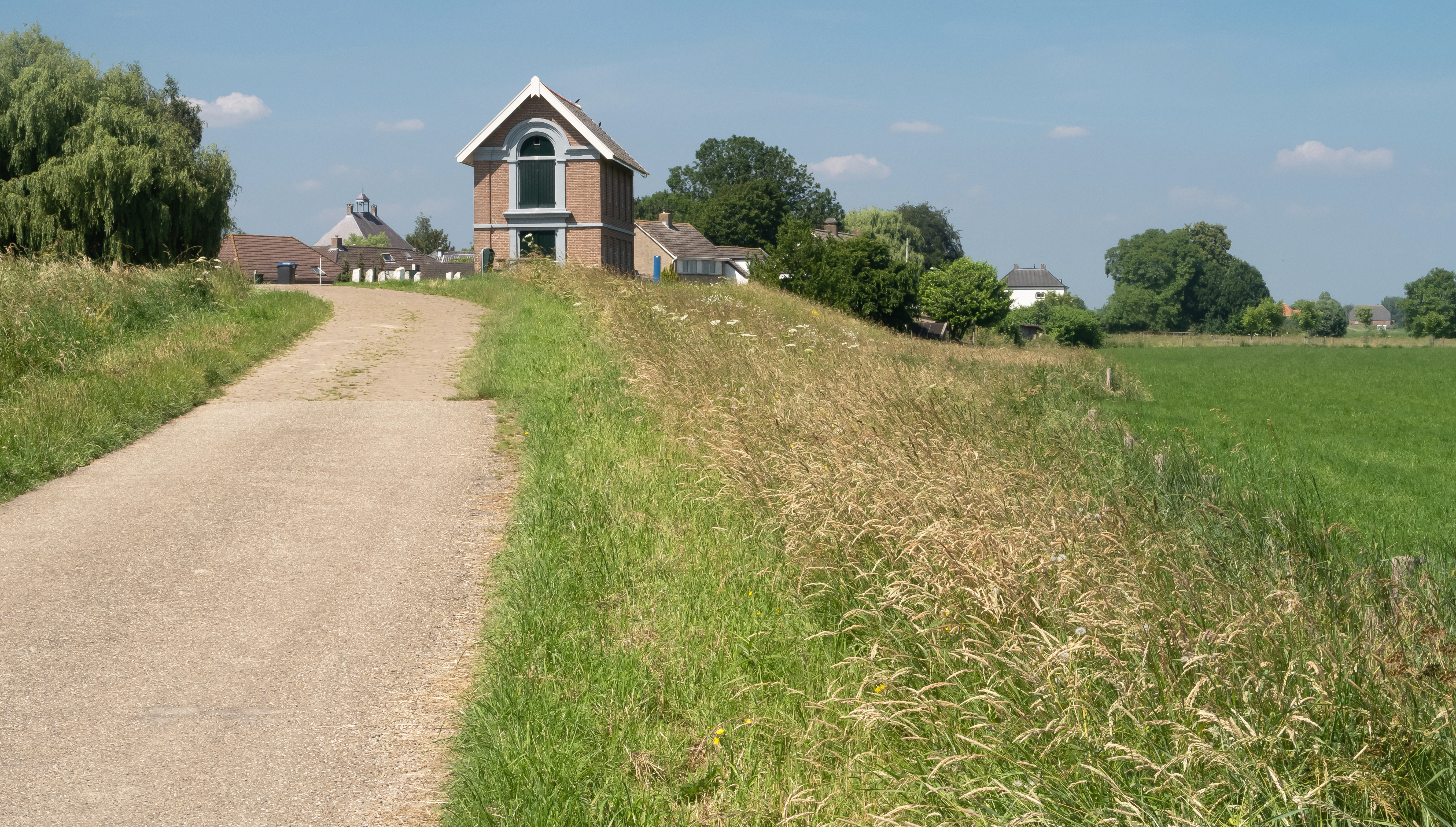
Monumentaal dijkmagazijn

## Ontzanding
Sinds oktober 2005 werden er voorbereidingen getroffen voor een grootscheepse buitendijkse ontzanding onder de naam Over de Maas als zandwinningsproject. Deze vond plaats om een alternatief te bieden voor het gat van Maasbommel. Zowel vanuit Lith als vanuit Alphen werd hier kritisch naar gekeken. De meeste bewoners dicht bij het gebied waren bang dat er gezondheidsrisico's en veiligheidsrisico's zouden zijn. Op 2 september 2017 is een nieuw fietspad door het gebied geopend.

## Geboren in Alphen
- Tineke Strik (1961), (euro)politica